# La Roque-Baignard
La Roque-Baignard è un comune francese di 128 abitanti situato nel dipartimento del Calvados nella regione della Normandia.

## Società

### Evoluzione demografica
Abitanti censiti